# Eothenomys custos
Eothenomys custos es una especie de roedor de la familia Cricetidae.

## Distribución geográfica
Se encuentra sólo en China.  